# Pfingst Open Air Werden
Das Pfingst Open Air Werden (auch: Pfingst Open Air Essen) ist ein „Umsonst & Draußen“-Festival, das jährlich am Pfingstmontag im Löwental im Essener Stadtteil Werden stattfindet. Als Veranstalter traten bis 2023 das Jugendamt Essen und der Rockförderverein Essen e. V. auf. Seit 2023 wird das Festival von Indie Radar Ruhr veranstaltet. Neben den verschiedensten Musikrichtungen aus Rock- und Independent-Musik auf der Hauptbühne wurde das Festivalgelände seit 2003 um den Bereich Elektronische Wiese erweitert, wo DJs elektronische Musik anbieten.

## Geschichte
Im Jahr 1980 begann die Geschichte des Festivals auf zwei LKW-Ladeflächen, aufgeteilt auf Folk- und Rockbühne, die sich insgesamt acht Bands an diesem meist sonnigen Tag teilten. Rund 600 Zuschauer waren beim ersten Festival anwesend und erlebten Bands wie Traumtänzer, Polaris und Urwerk. Ein Jahr später fand nichts statt, da zunächst keine Fortsetzung geplant war. Das zweite Pfingst-Open-Air gab es 1982. Auch hier wurde erneut eine LKW-Ladefläche zur Bühne umfunktioniert. Mit der Entscheidung, eine jährliche Veranstaltung der lokalen Musikszene und ihren Besuchern anzubieten, wurde erstmals 1983 eine Veranstaltungsbühne installiert.
Mit den Jahren entwickelte sich das Festival zu einem festen Bestandteil der Essener Musikszene. Die Bands wurden internationaler, und doch ist der lokale Bezug bis heute wichtig. Nachwuchsförderung und Unterstützung der in Essen ansässigen Bands werden berücksichtigt. Die Tatsache, dass mittlerweile generationsübergreifend Eltern und Kinder die Angebote gemeinsam erkunden, sprechen für die Entwicklung der Veranstaltung. So gibt es neben den Auftritten noch Imbissbuden, Getränkestände und flohmarktähnliche Angebote von Textilien über Tonträger bis hin zu Schmuck.
Nach dem Unglück bei der Loveparade 2010 wurden die Sicherheitsauflagen für Großveranstaltungen verschärft. Auch die Organisatoren des Pfingst Open Air Festivals in Essen waren gezwungen, ein neues Sicherheitskonzept nachzuweisen. So wurde im Februar 2011 klar, dass die Besonderheiten des Geländes im Löwental Werden umfangreichere Überlegungen und Maßnahmen voraussetzten als ursprünglich gedacht. Die Zeit bis zum Festivaltag 2011 reichte nicht aus, um das Sicherheitskonzept und die damit verbundenen Maßnahmen umzusetzen. Die Veranstalter mussten das 30-jährige Jubiläum absagen.
Unter der Auflage, dass sich nicht mehr als 13.500 Menschen auf dem Festivalgelände aufhalten dürfen und einem komplett überarbeiteten Sicherheitskonzept fand das Open Air im Jahr 2012 wieder statt. Beim Open Air 2014 gab es mehrere Verletzte, als die Veranstaltung, bedingt durch die Unwetter des Tiefdruckgebiets Ela, abgebrochen und das Gelände evakuiert werden musste. Zu diesem Zeitpunkt hatte Hauptact MC Fitti gerade sein erstes Lied gespielt.
Von 2020 bis 2022 fiel das Festival auf Grund der COVID-19-Pandemie in Deutschland aus. 2021 wurden kleinere Veranstaltungen in der Stadt Essen organisiert. Erst 2023 fand die Veranstaltung erneut statt. Etwa 25.000 Gäste nahmen an der Veranstaltung teil, die erstmals am Samstag stattfand, um Feiertagszuschläge bei der Crew zu vermeiden. Im folgenden Jahr fand das Pfingst Open Air ebenfalls Samstags statt und wurde von etwa 17.000 Menschen besucht. 2025 kamen beim „nassesten Pfingst Open Air bisher“ nach Veranstalterangaben etwa 9.000 Menschen.

## Bands
| Jahr (Datum)    | Line-up |
| --------------- | --- |
| 2025 (7. Juni)  | Blumengarten, Apsilon, Team Scheisse, Paulinko, Laventure, Yola, Katzi, Leonora, Rachel Raw, Laxberger, Karmakind, Timboletti, Wasted Lipstick (19. Elektronische Wiese)                                     |
| 2024 (18. Mai)  | The Destruents, Crystal Glass, Finna, OTPendia, FLASH FORWARD, Kafvka, Zimmer90, makko, Leniart, Jurek3000, Lokka, Blanka, Ignez (18. Elektronische Wiese)                                                   |
| 2023 (27. Mai)  | 257ers, Taby Pilgrim, Il Civetto, Rikas, Deine Cousine, Miwata, Maryam.fyi Kaprice, Mareena, Mary Yuzovskaya, Kay Shanghai, Amsl, Rolex3K (17. Elektronische Rockwiese)                                      |
| 2020–2022       | Ausfall der Veranstaltung |
| 2019 (10. Juni) | Von Wegen Lisbeth, Adam Angst, Banda Senderos, Goldroger, Luke Noa, Drens, König Kobra, 7ules (16. Elektronische Wiese)                                                                                      |
| 2018 (21. Mai)  | Massendefekt, Skinny Lister, Fatoni, Fjørt, GURR, Walking on Rivers, Dote, The Narrator (15. Elektronische Wiese)                                                                                            |
| 2017 (5. Juni)  | Enola, Elwood Stray, Chai Khat, Van Holzen, Chefboss, Audio88 & Yassin, Giant Rooks, Roosevelt, Die Orsons (14. Elektronische Wiese + Aftershow Party)                                                       |
| 2016 (16. Mai)  | Donots, Zugezogen Maskulin, LGoony, Drangsal, Love A, Golf, PinkePank, Breathe Atlantis (13. Elektronische Wiese + Aftershow Party)                                                                          |
| 2015 (25. Mai)  | Genetikk, Turbostaat, Leslie Clio, Blaudzun, Adam Angst, The Tidal Sleep, Samotta, Tony Gorilla, Roxopolis (12. Elektronische Wiese + Aftershow Party)                                                       |
| 2014 (9. Juni)  | MC Fitti, Mighty Oaks, Kadavar, Feine Sahne Fischfilet, Movits!, Fjørt, Echofuchs, Leitkegel, Groovesuckers (11. Elektronische Wiese + Aftershow Party mit Susanne Blech)                                    |
| 2013 (20. Mai)  | Prinz Pi, Caravan Palace, Vierkanttretlager, And So I Watch You from Afar, The Computers, Jonas David, Astairre, Team Stereo, Momos Mind (10. Elektronische Wiese + Aftershow Party mit Grossstadtgeflüster) |
| 2012 (28. Mai)  | Sharon Jones & The Dap-Kings, Retro Stefson, Cloud Nothings, Kmpfsprt, You Say France & I Whistle, Speedswing, They Swarm At Night, Eisbär, Starry (9. Elektronische Wiese)                                  |
| 2011 (13. Juni) | ausgefallen |
| 2010 (24. Mai)  | Soulfly, Callejon, Bonaparte, Friska Viljor, Gisbert zu Knyphausen, Beat! Beat! Beat!, Festland, Omas Zwerge, Salty Cheeks, Reefer Madness (8. Elektronische Wiese)                                          |
| 2009 (1. Juni)  | Kreator, The Whitest Boy Alive, Jennifer Rostock, Black Lips, Ja, Panik, Freakatronic, Crash Casino, The Autumn's Regret, Dinner Rats (7. Elektronische Wiese)                                               |
| 2008 (12. Mai)  | The Lemonheads, Two Gallants, Ignite, Born from Pain, Fidget, Dead Boehemes, Thoughts PaintThe Sky, El Cáñamo (6. Elektronische Wiese)                                                                       |
| 2007 (28. Mai)  | Panteón Rococó, Sugarplum Fairy, Mediengruppe Telekommander, Fire in the Attic, Leo Can Dive, Chelsy, Butterfly Coma, Arme Ritter (5. Elektronische Wiese)                                                   |
| 2006 (5. Juni)  | Kaizers Orchestra, Sick of It All, Randy, Maxeen, Heartbreak Motel, Aloha Jet, Nur so, Fat Flanders (4. Elektronische Wiese)                                                                                 |
| 2005 (16. Mai)  | Moneybrother, Clueso, Slut, Caliban, Biffy Clyro, Heartbreak Engines, The Breaking Day, A Solas Sin Mi (3. Elektronische Wiese)                                                                              |
| 2004 (31. Mai)  | The Weakerthans, 3 Champagneros aus der Veuve Clique, The Flaming Sideburns, Sheynao, Left the Crowd, Neverless, Radio Campfire (2. Elektronische Wiese)                                                     |
| 2003 (9. Juni)  | Fehlfarben, Liquid Water, Phoney 14, Sam Ragga Band, Hot Water Music, She-Male Trouble, Soiled (1. Elektronische Wiese)                                                                                      |
| 2002 (20. Mai)  | Gentleman & Far East Band, The Boonaraas, Fischer Trio, Xaver, Black Milk, Hyproglow, Pale, Seng:Fu |
| 2001 (4. Juni)  | The (International) Noise Conspiracy, Natty Flo, D.U.G., Superpunk, In Veins, Psychedelic Crew, Four Wheel Drive                                                                                             |
| 2000 (12. Juni) | Alternative Allstars, Dezert Mo'Funk, Elmos X, Ferris Mc & DJ Stylewarz, In Case of Emergency, Motosushi |
| 1999            | The Herbaliser, & Mr. Scruff (Ninja Tune), Walkin' Large, Donots, The Tinkertoys, The Spook, Stain, Marauder                                                                                                 |
| 1998            | Fünf Sterne deluxe, N.O.H.A., Atomopel, Temple Earth, In Progress, Discord |
| 1997            | Blackeyed Blonde, Too Strong, Dan, Endwise, Donkeyshot, Railroad Dikers |
| 1996            | Headcrash, Howling Rovers, Stoend Frozen Embryos, T.E.V.O., Terremoto Party, Weep Not Child |
| 1995            | Mr. Ed Jumps the Gun, Party Popes International, The Bellicoons, Barbie’s Killing Ken, Deaf & South Crew |
| 1994            | Blue Funk, Carnival of Souls, Marilyn’s Army, Soon E MC, Toynbee Hall |
| 1993            | Dildo Bros., N-Factor, Oil on Canvas, Phone Bone, The Townsmen |
| 1992            | Chicken Takes Time, Dead Koala, Fresh Family, Die Lassie Singers, Stone Age |
| 1991            | Tom Mega & Das Pferd, Red Shoes Rhythm & Blues Show, Six Days on a Market Square, The Zarths |
| 1990            | Alien Fire, Scooter & the Streethearts, Oh No (Ausweichveranstaltung Zeche Carl) |
| 1989            | Boys In Trouble, Brilliant Haircut, The Unemployed Minister, What Noise, Wolfen feat. „Schnulli“ Koppelberg                                                                                                  |
| 1988            | Family Five, M.P.M. Nickel, Mirror Images, Natty U, Shiny Gnomes |
| 1987            | Götz Alsmann & his sentimental pounders, Fazon, The Hipsters, Made in England, White, Hot & Blue (Ausweichveranstaltungsort Jugendzentrum Papestraße)                                                        |
| 1986            | Awoomafandi, Checolalah, Kimono Code, Soulfingers & the Jericho Horn Section, Ulla Massoli Band |
| 1985            | Atmos-Fähre, Hoffnungslos, The Modern Dance, Oh No, Pee Wee Bluesgang, Stoppok |
| 1984            | Kalifi, So Ja Band, Toxin, Twist, The Bong |
| 1983            | The Bong, Hot Springs, Lazy Sqad, The Real Fishbob |
| 1982            | Blickfeld, Irrlicht, Journey’s End, Rübenkraut, Uhrwerk 80 |
| 1981            | ausgefallen |
| 1980            | Urwerk, Experience Blues Band, Martin Klausmeier, Adi Merkel, Polaris, Snarensia, Traumtänzer, Chachinta |